# Hardington
Hardington är en by i civil parish Hemington, i enhetskommunen Somerset, i grevskapet Somerset, i England. Byn är belägen 6 km från Frome. Hardington var en civil parish fram till 1933 när blev den en del av Hemington. Civil parish hade 36 invånare år 1931. Byn nämndes i Domedagsboken (Domesday Book) år 1086, och kallades då Hardintone/Hardingtona/Hardintona:.